# Пеллегрен, Жак
Жак Пеллегрин (фр. Jacques Pellegrin; 17 июня 1944, Экс-ан-Прованс — 7 апреля 2021) — французский живописец.

## Биография
Первый художественный опыт Пеллегрин получил ещё в восемь лет, а в возрасте одиннадцати он получил первую награду от муниципалитета города Экс-ан-Прованс. Изначально стиль Пеллегрина был связан с классицизмом и реализмом, а после и с импрессионизмом. Увлечения последним не иссякало в нём вплоть до 1970 года.
После своего обучения в Мюнхене, Пеллегрин получил лицензию на преподавание немецкого языка. Однако вскоре он оставил университет и занялся свободной творческой деятельностью. Он полностью посвятил себя живописи и с 1980 года изучал немецкий экспрессионизм. Живописец находился под влиянием фовизма и французского экспрессионизма, творчества Ван Гога, Андре Дерена и Анри Матисса.

## Главные Выставки
- 1967 — Экс-ан-Прованс (Франция) Galerie La Provence Libérée
- 1969 — Экс-ан-Прованс (Франция) Galerie La Provence Libérée
- 1972 — Экс-ан-Прованс (Франция) Galerie des Cardeurs.
- 1977 — Марсель (Франция) Galerie Le Tigre de Papier.
- 1978 — Экс-ан-Прованс (Франция) Galerie Les Amis des Arts.
- 1980 — Марсель (Франция) Galerie Mary.
- 1983 — Экс-ан-Прованс (Франция) Galerie du Belvédère.
- 1984 — Тулон (Франция) Galerie du Var-Matin.
- 1986 — Марсель (Франция) Galerie La Poutre.
- 1989 — Марсель (Франция) Galerie Chaix Bryan.
- 1990 — Марсель (Франция) Galerie Forum Ars-Galicana
- 1991 — Марсель (Франция) Galerie Sylvestre.
- 1993 — Аяччо (Франция) Galerie La Marge.
- 1993 — Лион (Франция) Galerie Auguste Comte.
- 1994 — Марсель (Франция) Galerie Montgrand.
- 1995 — Аяччо (Франция) Galerie La Marge.
- 1995 — Лион (Франция) Galerie des Brotteaux.
- 1997 — Обена (Франция) Château d’Aubenas
- 1998 — Сен-Реми-Де-Прованс (Франция) Galerie à l’Espace des Arts.
- 2001 — Лондон (Англия), Summer’s Arts Gallery.
- 2001 — Тюбинген (Германия), Casula Gallery.
- 2005—2006 — Экс-ан-Прованс (Франция) Casula Gallery.
- 2006 — Брюссель (Бельгия); Лион, Сен-Реми-Де-Прованс, (Франция) Galerie à l’Espace des Arts.
- 2006 — Милан (Италия), Casula Gallery.
- 2008 — Дубай (ОАЭ), Art Phui.
- 2009 — Марсель (Франция) Galerie Art 152.
- 2009 — Брюссель (Бельгия), Galerie à l’Espace des Arts.
- 2009—2010 — Дубай (ОАЭ), The Mojo Gallery.
- 2010 — Касабланка (Марокко), Galerie Au 9.
- 2010 — Сен-Реми-Де-Прованс (Франция), Musée Jouenne.
- 2011 — Марракеш (Марокко), Marrakech Art Fair.
- 2012 — Сен-Сир-сюр-Мер (Франция) Grand Hôtel Les Lecques.
- 2012 — Стокгольм (Швеция) La Petite Galerie Française.
- 2012 — Гуанчжоу (Китай), Canton Art Fair.
- 2012 — Париж (Франция) Salon d’Automne — Grand Palais.
- 2013 — Гонконг (Китай), Asia Contemporary Art Show, JW Marriott hotel.

## Общественные коллекции
- 2000—2021 — Современный художественный музей во Франции.